# Sphaeramia orbicularis
A Sphaeramia orbicularis a sugarasúszójú halak (Actinopterygii) osztályához a sügéralakúak (Perciformes) rendjéhez, ezen belül a kardinálishal-félék (Apogonidae) családjához tartozó faj.

## Előfordulása
A Sphaeramia orbicularis az Indiai- és a Csendes-óceánokban él. Kelet-Afrikától kezdve Kiribatiig fordul elő. További állományai találhatók a következő szigetek környékén: Rjúkjú-szigetek, Új-Kaledónia, Belau-szigetek, Karolina-szigetek és Mariana-szigetek.

## Megjelenése
Általában 8,9 centiméter hosszú, de akár 10 centiméteresre is megnőhet. 6 centiméteresen számít felnőttnek. Teste zöldesszürke. A tüskés hátúszó tövétől a végbélnyílásig, egy sötét, függőleges sáv húzódik. A testen, fejen és az első hátúszón pontok láthatók. A mellúszók sötétek.

## Életmódja
A Sphaeramia orbicularis trópusi korallzátony lakó, amely nem nagyon úszik 5 méternél mélyebbre. A partmenti mangrovés, törmelékes, kavicsos helyeket kedveli, ahol kisebb rajokban úszik. Kora este és napfelkelte előtt tevékeny. Tápláléka főleg planktoni rákok.

## Szaporodása
Az ívási időszakai az újhold és a telihold előtt vannak. Az ikrákat a hím költi ki, körülbelül 8 napon keresztül. A lárva a nyílt tengeren úszik. Az ivarérettséget a hím 7, a nőstény 6 centiméteresen éri el.

## Felhasználása
A Sphaeramia orbicularist, csak kisebb mértékben halásszák.